# Borovskita
La borovskita és un mineral de la classe dels sulfurs. Rep el nom en honor d'Igor Borisovich Borovskii, analista de microsonda rus.

## Característiques
La borovskita és un sulfur de fórmula química Pd₃SbTe₄. Cristal·litza en el sistema isomètric. La seva duresa a l'escala de Mohs és 3.
Segons la classificació de Nickel-Strunz, la borovskita pertany a 02.LA.10, sulfosals sense classificar sense Pb essencial, juntament amb: dervil·lita, daomanita, vaughanita, criddleïta, fettelita, chameanita, arcubisita, mgriïta, benleonardita, tsnigriïta i jonassonita.

## Formació i jaciments
Va ser descoberta al dipòsit de coure i níquel de Khautovaara, a la localitat de Suoyarvi (República de Carèlia, Rússia). Posteriorment també ha estat descrita a el Canadà, Noruega i la República Popular de la Xina.